# Bohatyr (obwód winnicki)
Bohatyr (ukr. Богатир) – nieistniejąca wieś na Ukrainie, w obwodzie winnickim, w rejonie winnickim. W 2001 liczyła 17 mieszkańców. 27 kwietnia 2012 wyludniona wieś została urzędowo zniesiona